# Бергквист, Матс
Матс Фингаль Торвальд Бергквист (швед. Mats Fingal Thorwald Bergquist; род. 5 сентября 1938, Швеция) — шведский дипломат, военный эксперт.
Является сыном шведского министра Торвальда Бергквиста и братом шведского дипломата Ларса Бергквиста.
С 1964 года начал работу в министерстве иностранных дел Швеции, работая в качестве сотрудника в посольстве в Лондоне, в представительстве Швеции в ООН и Вашингтоне.
С 1987 по 1992 годы занимал должность чрезвычайного и полномочного посла Швеции в Израиле, с 1992 по 1997 годы — Финляндии, с 1997 по 2004 годы — в Великобритании.
С 1984 года является сотрудником Шведской королевской академии военных наук. В 2016 году был включён в состав экспертного совета по оценке перспектив вступления Финляндии в НАТО.